# Zhůří (Čachrov)
Zhůří (německy Haidl Am Ahornberg) je zaniklá obec u Javorné v okrese Klatovy. Zhůří leží v katastrálním území Zhůří o rozloze 15,05 km² uvnitř Národního parku Šumava.

## Historie
V době největšího rozmachu v obci žilo až 600 obyvatel. V devatenáctém století ve Zhůří žily necelé dvě stovky obyvatel, v obci stály kostel Nejsvětější Trojice a hamr. V letech 1938 až 1945 bylo Zhůří v důsledku uzavření Mnichovské dohody přičleněno k nacistickému Německu.
Dne 5. května 1945 se obec stala dějištěm bojů mezi postupujícími americkými jednotkami 90. pěší divize a bránícími se německými okupanty, zejména důstojnickými kadety a příslušníky Hitlerjugend, při kterých padlo 10 amerických vojáků v německé léčce a 24 německých vojáků v následných bojích.
Následně byla obec postižena v roce 1946 odsunem všech obyvatel, jelikož byli německé národnosti, a v roce 1952 se stala součástí vojenského prostoru Dobrá Voda, což definitivně přispělo k jejímu definitivnímu vysídlení od civilního obyvatelstva.
Po odsunu původních německých obyvatel a konfiskaci jejich nemovitostí v katastrálním území Zhůří se největšími vlastníky staly Československé státní lesy, národní podnik se sídlem v Praze - příděl o výměře 1137,5 ha a budovy, zapsané v pozemkové knize Zhůří číslo knihovní vložky 285, a Československé státní statky, národní podnik se sídlem v Praze - příděl o výměře 417,5 ha a budovy, zapsané v pozemkové knize Zhůří číslo knihovní vložky 286. V budově Zhůří čp. 68 bylo umístěno Oddělení finanční stráže Nové Zhůří, v budově Zhůří čp. 69 byla Národní škola ve Zhůří a na adrese Zhůří čp. 92 sídlil poštovní úřad Hůrka na Šumavě. Veškeré nemovitosti v katastrálním území Zhůří byly dnem 30. dubna 1952 převedeny na vojenskou správu.
Pro dočasnou správu obcí od roku 1945, v nichž pro převážnou většinu obyvatelstva státně nespolehlivého zejména v pohraničí, nemohl být ustanoven místní národní výbor, byly okresními národními výbory, resp. okresními správními komisemi jmenovány místní správní komise, které měly stejné pravomoci jako místní národní výbory. Místní správní komise byly složeny ze 3 až 6 jmenovaných členů, předseda MSK byl také jmenován.
V Seznamu obcí 1949 je uvedeno, že 22. května 1947 bylo v obci Zhůří sečteno 72 přítomných obyvatel. Obec Zhůří v roce 1948 dosídlili převážně reemigranti a to rumunští Slováci z Bihorsko-salašské oblasti Sedmihradska v počtu 61 osob a Maďaři v počtu 8 osob. Místní správní komise ve Zhůří k 15. lednu 1949 zapsala 57 osob do seznamu voličů. Místní národní výbor ve Zhůří k 20. lednu 1950 však eviduje již pouze 36 voličů. Podle Státního statistického úřadu v Praze je k 1. únoru 1949 zapsána u obce Zhůří výměra 1588 ha, příslušnost poštovního úřadu Hůrka na Šumavě.
K 1. červenci 1952 byl kostel Nejsvětější Trojice a hřbitov ve Zhůří uzavřen ve smyslu výnosu Ministerstva národní obrany v Praze ze dne 14. února 1951, číslo 662-Hss-1951 pro vojenský újezd. Poslední pohřbení na hřbitově ve Zhůří bylo provedeno dne 28. října 1950. Po uplynutí desetileté tlecí doby byl k 1. červenci 1962 hřbitov ve Zhůří úředně zrušen podle zákona číslo 236/1922 Sb.tehdejším Okresním národním výborem v Klatovech.
V seznamu obcí k 1. červenci 1952 není obec Zhůří již uvedena, k 1. lednu 1955 je obec Zhůří, okres Sušice vedena jako zaniklá obec. Ve statistickém lexikonu obcí ČSSR k 1. lednu 1965 je zde zapsaná obec Dobrá Voda (vojenský újezd) o výměře 17089 ha, počet obyvatel 319, počet trvale obydlených domů 75 a Újezdní úřad v Dobré Vodě (správní úřad jako národní výbor ) má matriční úřad.
Na místě bývalého kostela vznikla v roce 1999 nová kaplička Nejsvětější Trojice. V roce 2012 začala výstavba tzv. Kříže smíření, připomínajícího jak tragické osudy padlých amerických vojáků, tak vyhnaných německých obyvatel. Pomník padlým americkým vojákům 90. pěší divize (z roku 2000), získal v roce 2022 novou podobu.

## Obecní zřízení
Obec Zhůří, okres Sušice byla do 30. června 1952 samostatnou obcí, v roce 1945 jmenoval Okresní národní výbor v Sušici předsedu a členy Místní správní komise ve Zhůří, koncem roku 1949 byl ve Zhůří ustanoven místní národní výbor, od 1. července 1952 do 31. prosince 1991 bylo Zhůří součástí Vojenského újezdu v Dobré Vodě a od 1. ledna 1992 je částí městyse Čachrov.
K 1. lednu 1950 byl podle zákona č. 268/1949 Sb. o matrikách a vyhlášky ministerstva vnitra 1225/1949 Ú.l. založen při Místním národním výboru ve Zhůří matriční úřad. Obce spojené v matriční obvod Zhůří byly: Zhůří, Kochánov, Mochov, Svinná a Zejbiš (Javorná). Okresní národní výbor v Sušici jmenoval prvním matrikářem řídícího učitele Národní školy ve Zhůří. Výnosem Rady krajského národního výboru v Plzni, čj. 209 - 15.X.1951.III.1 ze dne 15. října 1951 byl Matriční úřad v Zhůří zrušen. Matriční obvod Zhůří byl sloučen do matričního obvodu Hartmanice.
Matriční knihy Místního národního výboru ve Zhůří, tedy kniha narození, kniha manželství a kniha úmrtí, vedené od 1. ledna 1950, byly uzavřeny ke dni 31. prosince 1952. Od 1. ledna 1953 do 31. prosince 1960 se pro obec / Vojenský újezd Dobrá Voda vede pouze matriční kniha narození a úmrtí u pověřeného Matričního úřadu Místního národního výboru v Hartmanicích. Zápisy matričních událostí pro Vojenský újezd Dobrá Voda jsou od 1. ledna 1953 do 31. prosince 1960 provedeny v matriční knize býv. Místního národního výboru Stodůlky, které byly vedeny pro obec Stodůlky od 1. ledna 1950 do 31. prosince 1952. Pro uzavírání manželství pro obyvatele Vojenského újezdu Dobrá Voda je v období od 1. ledna 1953 až do 31. prosince 1960 určen Místní národní výbor v Hartmanicích. Nařízením Ministerstva národní obrany v Praze a podle usnesení Rady okresního národního výboru v Klatovech ze dne 7. října 1960 je Újezdní úřad v Dobré Vodě pověřen od 1. ledna 1961 vedením matrik pro Vojenský újezd Dobrá Voda.

## Přírodní poměry
V katastrálním území Zhůří leží čtyři maloplošná zvláště chráněná území:
- Kepelské mokřady
- Zhůřská hnízdiště
- Zhůřská pláň
- Zhůřský lom

## Pamětihodnosti
- Pomník padlým americkým vojákům 90. pěší divize - památce deseti amerických vojáků, kteří zde zahynuli v bitvě s nacisty na začátku května 1945[7][8]

## Galerie

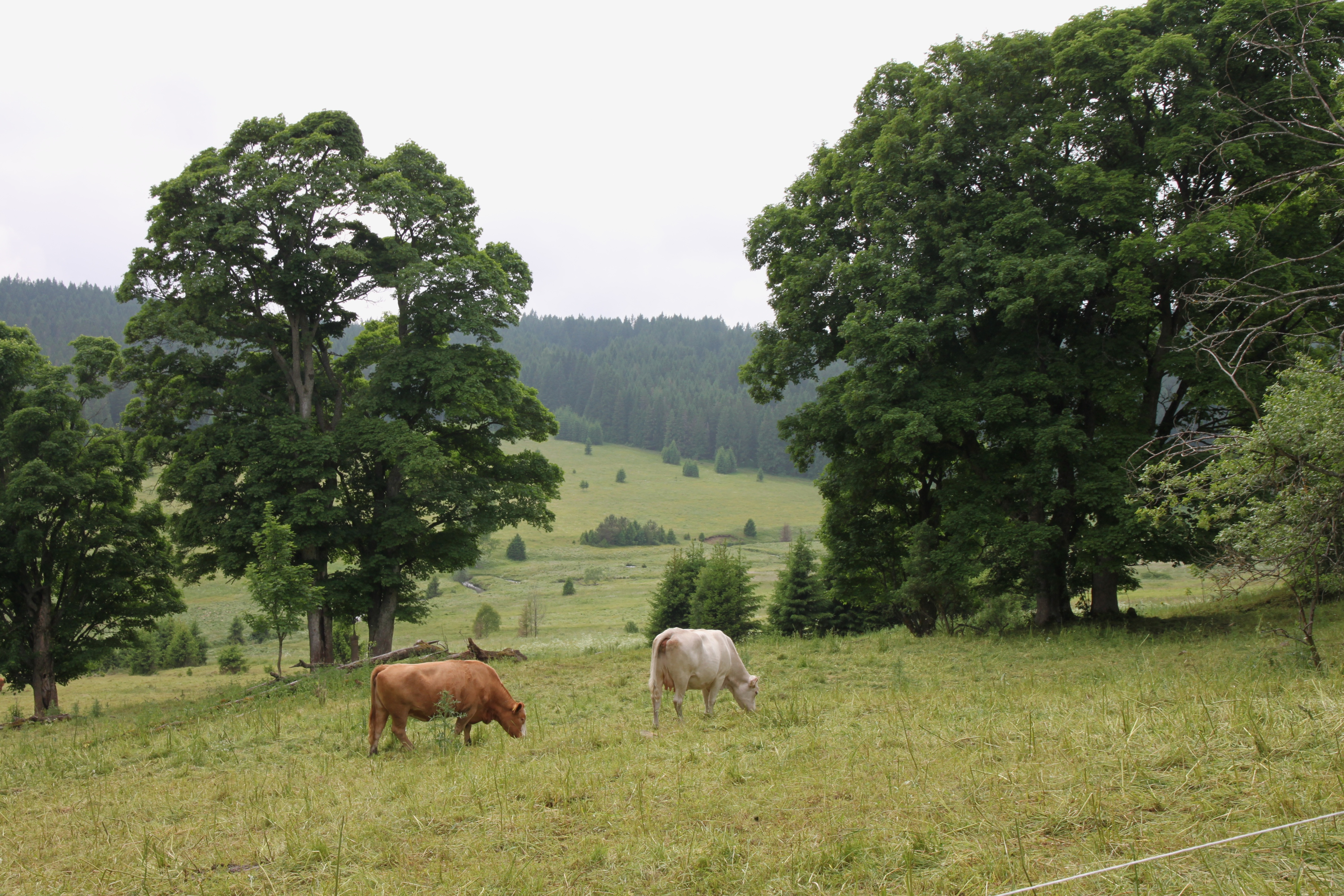
Původní centrum sídla
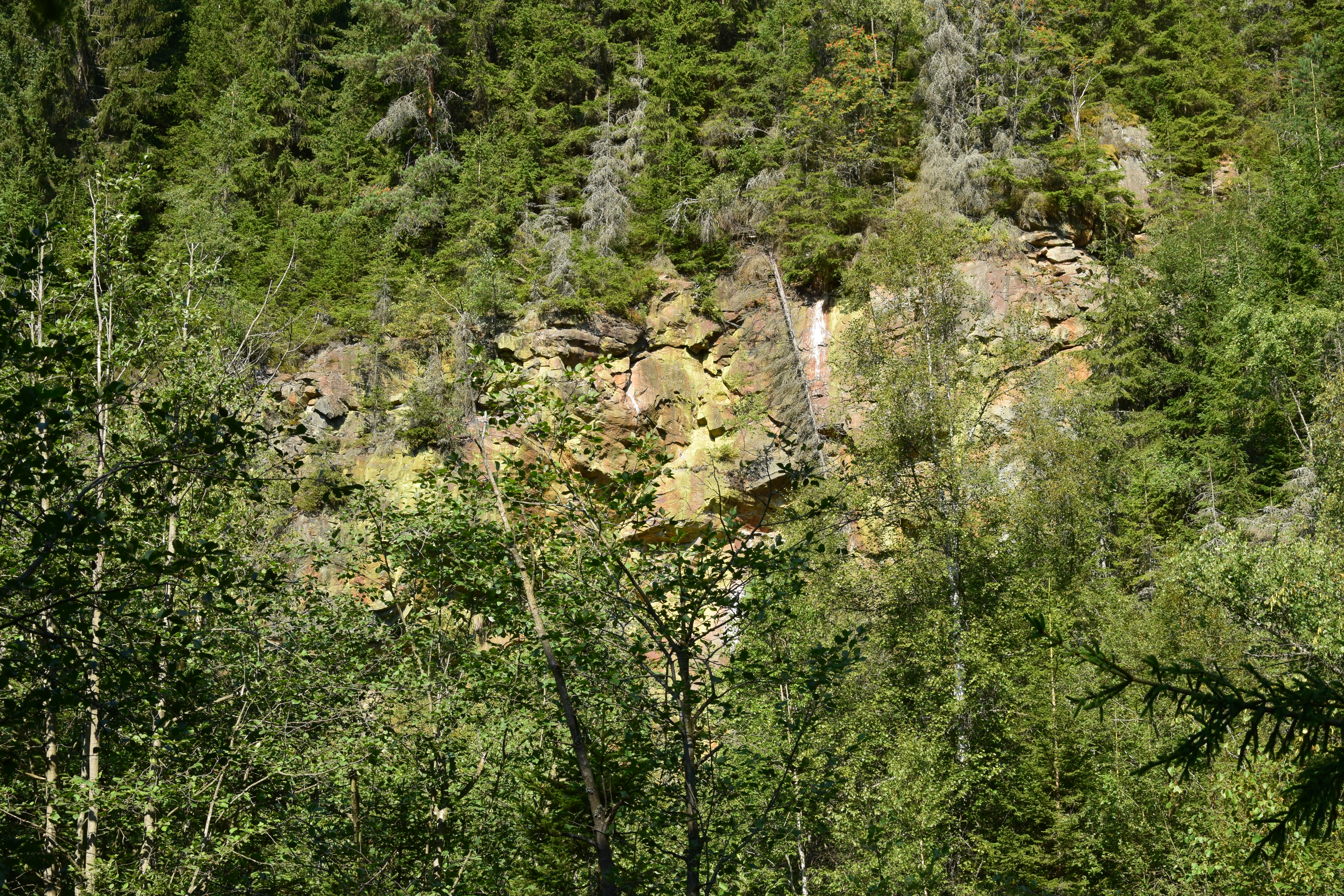
Skalní stěna v přírodní rezervací Zhůřský lom
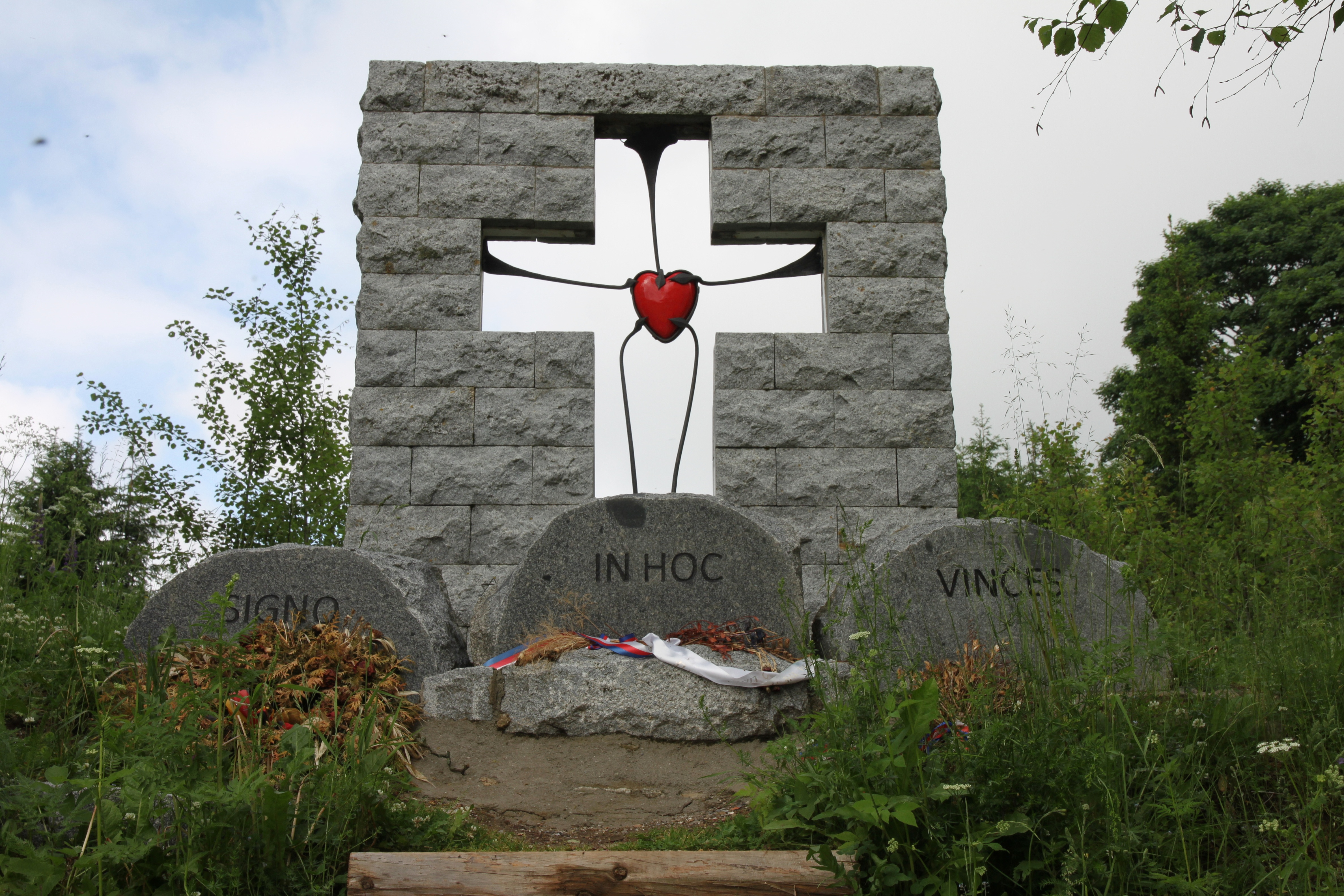
Smírčí kříž
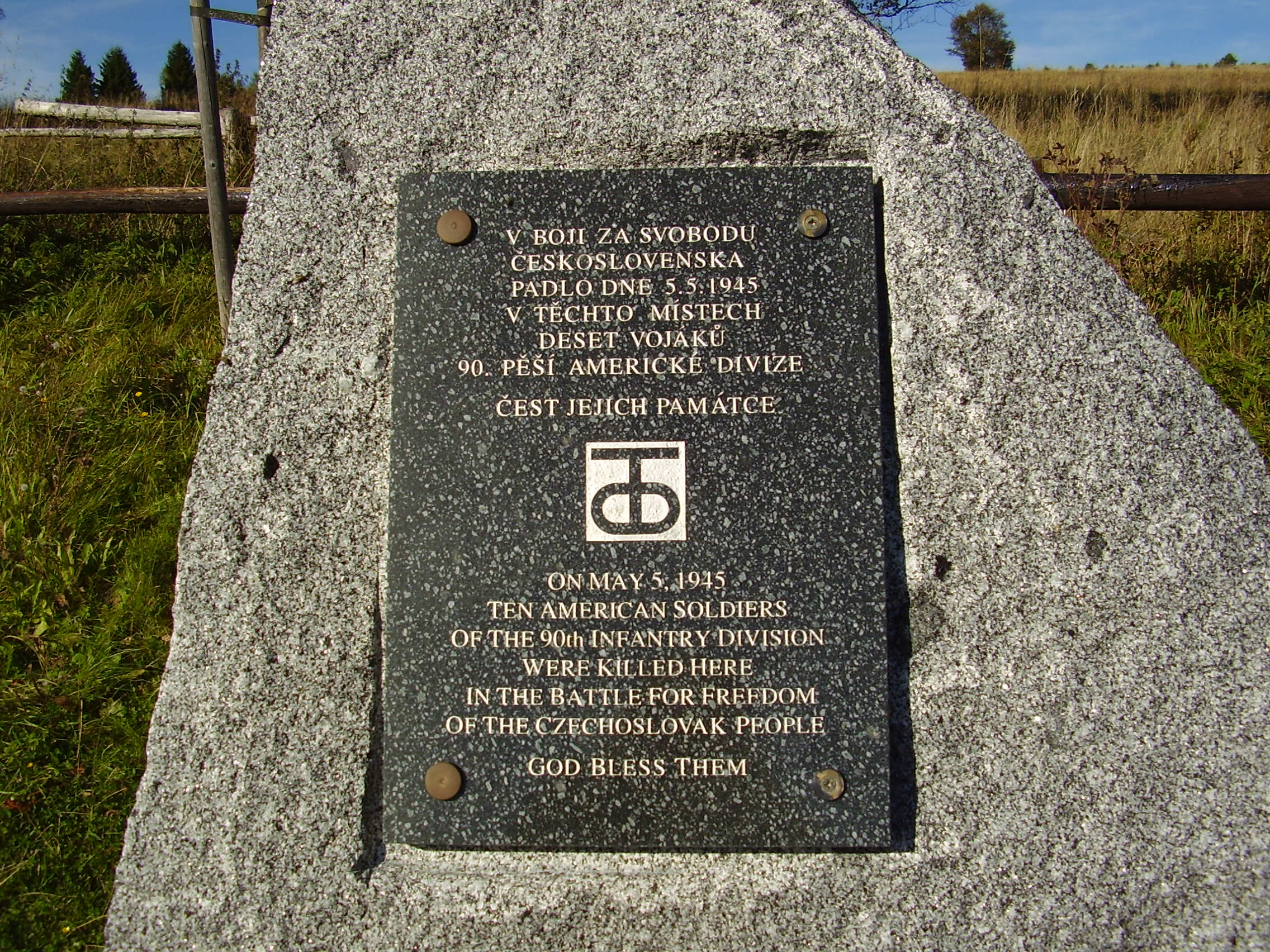
Pomník deseti padlým americkým vojákům
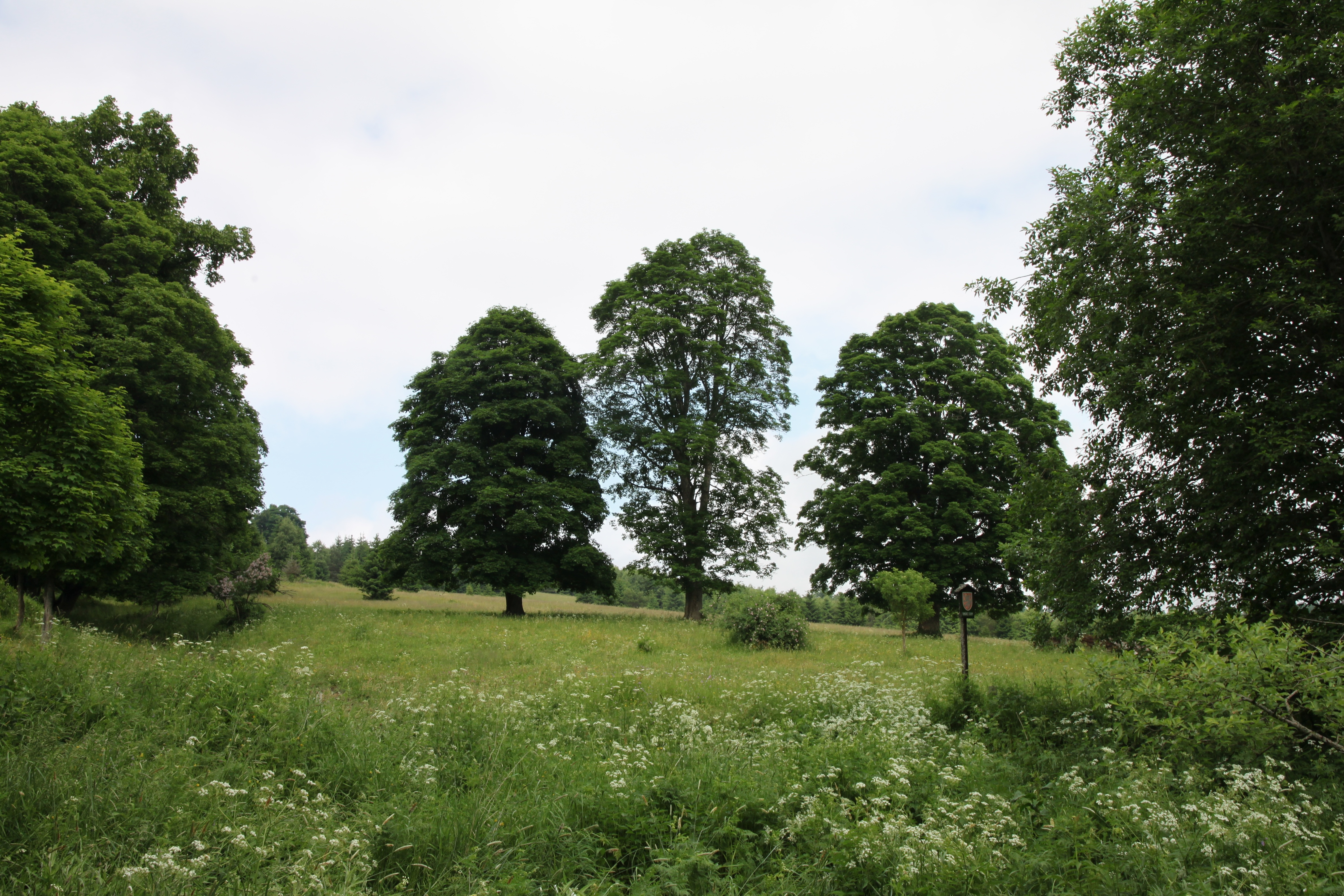
Památné stromy